# Giebelmoor

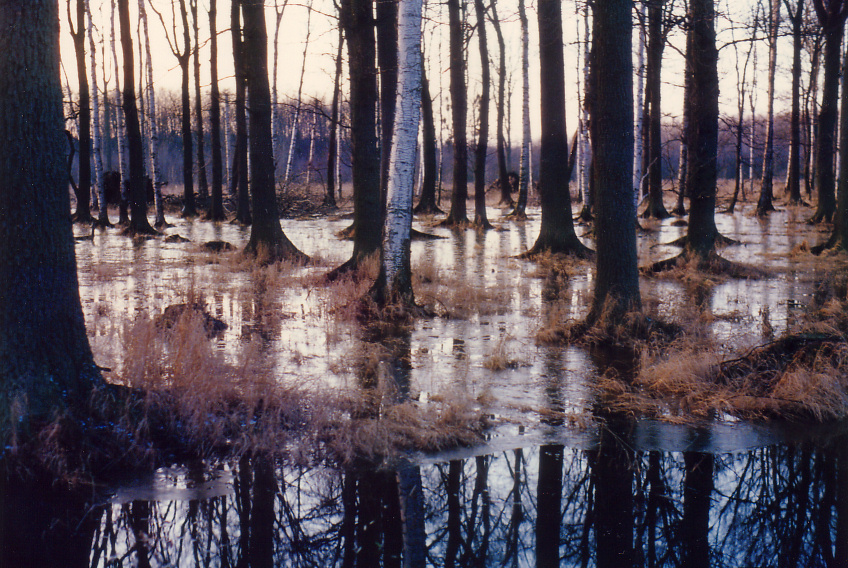
Giebelmoor bei Frühjahrshochwasser, hier Teilbereich Großes Giebelmoor

Das Giebelmoor ist als Teil des Feuchtgebietes Drömling ein rund 670 Hektar großes, waldbestandenes Niedermoor. Es befindet sich im östlichen Niedersachsen im Landkreis Gifhorn bei Rühen unmittelbar an der Landesgrenze zu Sachsen-Anhalt. Das Moor unterteilt sich in das Kleine Giebelmoor und das Große Giebelmoor. Nach Osten grenzt es an das Naturschutzgebiet „Schulenburgscher Drömling“, nach Norden, Westen und Süden an das Naturschutzgebiet „Nördlicher Drömling“ und im Süden außerdem an das Naturschutzgebiet „Ohre-Drömling“ in Sachsen-Anhalt.
Das Gebiet wird größtenteils forstwirtschaftlich genutzt. Es gilt es mit seinen Bruchwäldern von Erle und Birke mit autochthonen Nadelbaumeinsprengungen als südwestlichster Ausläufer des osteuropäischen Erlenbruchwaldes und der Taiga. Wegen zahlreicher gefährdeter Tier- und Pflanzenarten steht das Giebelmoor unter Naturschutz und ist FFH-Gebiet sowie Europäisches Vogelschutzgebiet.

## Geographie und Geologie
Das Giebelmoor liegt im gemeindefreien Gebiet Giebel im westlichen, niedersächsischen Teil des Drömlings im Dreieck der Orte Rühen, Parsau und Kaiserwinkel. Es wird in West-Ost-Richtung von einer schmalen Kreisstraße, dem Giebeldamm, durchschnitten. Sie teilt das Feuchtgebiet in das nördlich der Straße gelegene Kleine Giebelmoor und das südlich gelegene Große Giebelmoor. Das Kleine Giebelmoor ist etwa 1,5 km lang und im Schnitt 700 m breit. Das Große Giebelmoor ist etwa 2 km breit und 2,5 km lang. Ein nahe gelegenes Moor, in dem ebenso wie im Giebelmoor großflächig Birkenbruchwald vorkommt, ist das Vogelmoor.
Durch das Giebelmoor verlaufen zahlreiche Entwässerungsgräben, an denen leicht erhöhte Wege als Dämme angelegt wurden. Im Westen dient der Sechzehnfüßergraben (Benennung nach der Breite in Fuß) als Grenze, im Osten der Durchhaugraben. Der Zwanzigfüßergraben, welcher der breiteste ist, durchquert das gesamte Gebiet in Nord-Süd-Richtung. Wie im gesamten Westteil des Drömlings wird das Giebelmoor bei geringem Gefälle durch Gräben in Richtung der Aller entwässert. Dagegen fließt im Ostteil des Drömling das Wasser zur Ohre ab.
Der Untergrund des Giebelmoores, wie der des Drömlings, besteht aus einer eiszeitlich entstandenen Senke, die von Flachmoortorfen überlagert ist. Mineralischer Untergrund sind Talsande der Saaleeiszeit. In den Sand sind stellenweise Lagen von kalkreichem Lehm eingeschlossen, was günstig für den Nährstoffhaushalt der Bruchwälder ist.

### Klima
Das Feuchtgebiet liegt, ebenso wie der Drömling, an einer Klimagrenze zwischen Ost und West. Hier herrscht zwischen maritimem Einfluss und kontinentalem Einschlag ein Stück Osteuropa. Wegen des Bestandes an mutmaßlich autochthonen Kiefern und Fichten im Birkenbruch des Kleinen Giebelmoores gilt das Gebiet als westlichste Ausdehnung der sibirischen Taiga.

## Geschichte

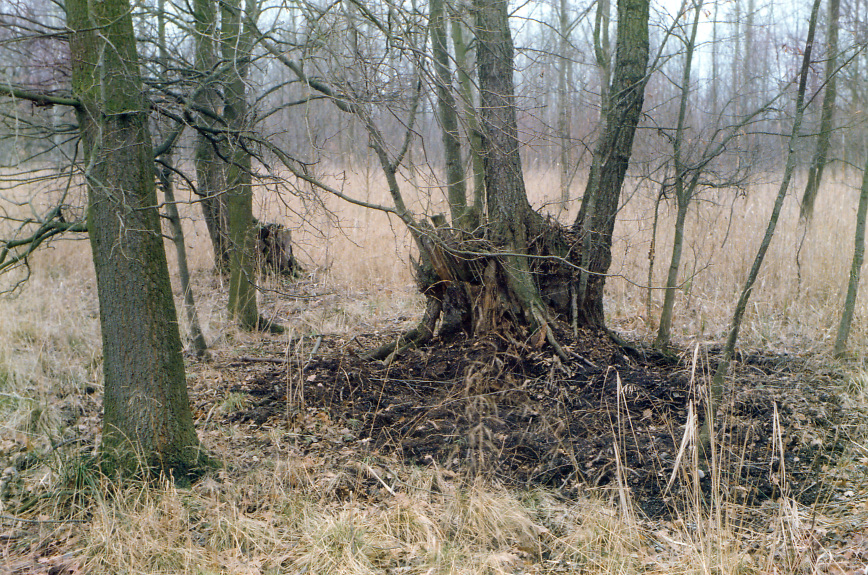
Autochthone Schwarz-Erle nach Grundwasserabsenkung auf stelzähnlicher Wurzel im Großen Giebelmoor

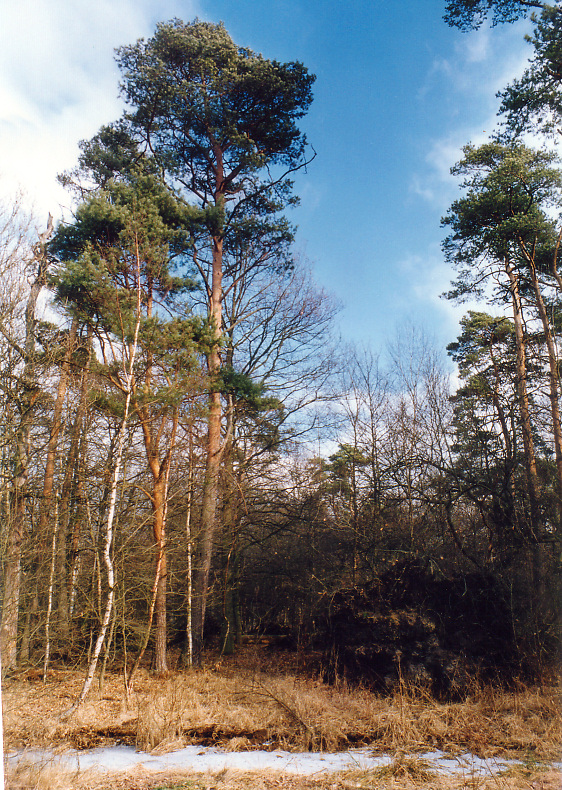
Mutmaßlich autochthone Kiefern im Kleinen Giebelmoor

Das Giebelmoor ist Teil der ausgedehnten Feuchtgebietsniederung Drömling. Ursprünglich war dies ein von Aller und Ohre durchflossenes, unzugängliches Sumpfgebiet mit Bruchwäldern, das regelmäßig vom Herbst bis ins Frühjahr überschwemmt war. Durch die Melioration im 19. Jahrhundert wurde der Drömling großflächig in Grün- und Ackerland umgewandelt. Von den Entwässerungsmaßnahmen ist auch das Giebelmoor beeinflusst worden, blieb aber als einziges zusammenhängendes Bruchwaldgebiet im Drömling erhalten.
Die Urbarmachung des östlichen, preußischen Drömlingsteils bis 1796 unter Friedrich dem Großen wirkte sich noch nicht auf das Giebelmoor aus. Ebenso wenig verringerte die Begradigung der Aller 1827 die hohen Wasserstände des Moores. Erst die Aller-Ohre-Regulierung von 1868 mit dem Bau von Entwässerungsgräben im Giebelmoor senkte den Grundwasserspiegel. Ab diesem Zeitpunkt war eine waldbauliche Nutzung möglich. Anschließend trocknete durch die Entwässerung die oberflächliche Torfschicht im Sommer aus. Der an hohe Wasserstände angepasste Erlenbruchwald starb großflächig ab. Schon damals wurde erkannt, dass eine Wiedervernässung zu einem bestimmten Maß notwendig war. Als daraufhin die Entwässerungsgräben wieder geschlossen wurden, kam es zu langandauernden Überschwemmungen, die ebenfalls den Wald vernichteten. Zuletzt stand 1926 das Große Giebelmoor 20 Monate lang unter Wasser. Forstwirtschaftlich entwickelte sich das Forstrevier Giebel in dieser Zeit zu einem Zuschussbetrieb.
Die künstliche Entwässerung im 19. Jahrhundert hat die natürliche Entwicklung vom Flachmoor zum Zwischenmoor und damit vom Erlenbruch hin zum Birkenbruch beschleunigt. Bei dieser Entwicklung lief die natürliche Waldverjüngung so ab, dass die Moorbirke die Erle zunehmend ablöste.
Am 15. April 1961 wurde im Kleinen Giebelmoor als Vorläufer des heutigen Naturschutzgebietes das NSG „Kleines Moor“ eingerichtet. Das heutige Naturschutzgebiet besteht seit dem 2. Februar 1979.

## Fauna und Flora

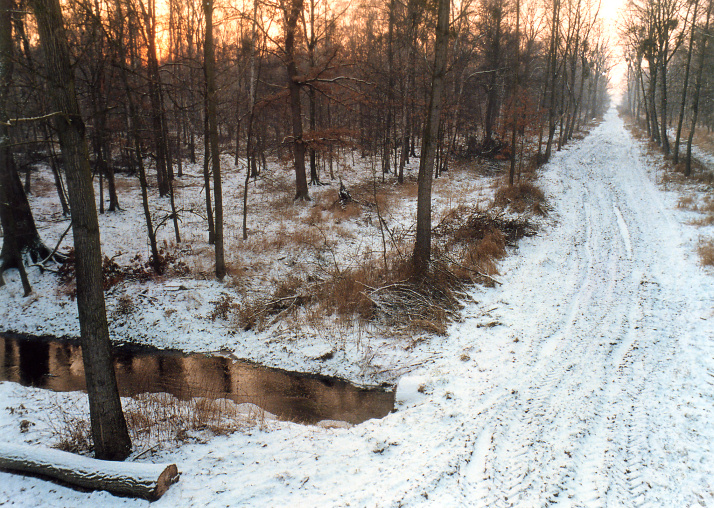
Forstwirtschaftsweg im Großen Giebelmoor, 1986

Das Giebelmoor besteht größtenteils aus Wald, der von den Niedersächsischen Landesforsten forstwirtschaftlich genutzt wird. Beim Waldbau überwiegt Hochwald von Birke, Erle und Eiche, zu einem geringen Teil kommen auch Pappel, Fichte, Kiefer und Esche vor. Der Wald weist an einigen Stellen eine urwaldartige Struktur mit viel Tot- und Unterholz als Strauchschicht auf. Das Giebelmoor ist seit 1979 ein Naturschutzgebiet. Die anfängliche Fläche von 240 Hektar wurde 1992 auf 670 Hektar ausgeweitet. Im Inneren des Waldgebietes gibt es eine Naturwaldzelle, für die absolutes Betretungsverbot (auch auf Wegen) besteht. Außerdem wurde bei einem Gewässer ein Kranich-Brutplatz angelegt, dessen weiteres Umfeld zur Brutzeit ebenfalls nicht betreten werden darf.

### Vegetationskartierung 1947
Bei einer Vegetationskartierung des Giebelmoors 1947 wurden folgende Waldgesellschaften beobachtet:
| - Erlenbrüche - Echtes Schilf-Erlenbruch - Kohldistel-Schilf-Erlenbruch - Himbeer-Schilf-Erlenbruch - Benthalm-Erlenbruch | - Birkenbrüche - Echtes Birkenbruch - Rauschbeeren-Birkenbruch - Königsfarn-Birkenbruch - Bleichmoos-Birkenbruch |

Der 1947 gemessene Grundwasserspiegel lag zwischen 30 und 60 cm unter der Oberfläche. Die Torfschicht hatte im Großen Giebelmoor eine Stärke von 30 bis 90 cm, darunter begann der mineralische Untergrund aus Sand. Im Kleinen Giebelmoor war die Torfschicht mindestens 80 cm mächtig.

### Vegetationsaufnahme 1989
Bei einer Vegetationsaufnahme 1989 wurden im Giebelmoor 51 Vogelarten festgestellt. Dabei wurden folgende Arten der Roten Liste beobachtet:
| - Kranich - Neuntöter - Beutelmeise - Kolkrabe | - Wendehals - Wespenbussard - Schlagschwirl - Mittelspecht |

Im Giebelmoor wurden folgende Pflanzen festgestellt, die auf der Roten Liste gefährdeter Arten stehen:
| - Sumpfporst - Königsfarn - Sumpf-Stendelwurz | - Einbeere - Kreuzdorn - Holzapfel |

## Sonstiges
2025 geriet das Giebelmoor im Zusammenhang mit einer Drückjagd von Jägern in die Medien. Zuvor hatten Wildtierschützer im Wald eine größere Menge an Rüben zum Anfüttern von Wildtieren entdeckt, was nach dem Niedersächsischen Jagdgesetz nicht erlaubt ist. Als sich Jagdgegner aus Protest im Wald aufhielten, wurde die Jagd abgebrochen.